# 尼尔·纽金特
尼尔·纽金特（英語：Neil Nugent，1926年11月6日—2018年4月12日），英国前男子曲棍球运动员。他曾代表英国国家队参加1952年夏季奥林匹克运动会曲棍球比赛，结果队伍获得一枚铜牌。